# Juan Pablo Aldasoro Suárez
Juan Pablo Aldasoro Suárez nació en la "Casa Grande" de Real del Monte, Estado de Hidalgo, México el 14 de septiembre de 1893 y falleció el 4 de octubre de 1962, fue pionero de la aviación mundial.
Voló por primera vez en 1909 en la Ciudad de México y fue el primer Mexicano en volar alrededor de la Estatua de la Libertad.

## Inicios
Juan Pablo Aldasoro Suárez nació en la "Casa Grande" de Real del Monte, Estado de Hidalgo (México) y en el mismo lugar vio por primera vez la luz su hermano Eduardo Aldasoro Suárez, el 27 de octubre de 1894. Pertenecían a una familia acomodada, su padre el Ing. Andrés Aldasoro fungió como ministro de Fomento en la época de Porfirio Díaz y fue Gerente General de la Mina "Las Dos Estrellas" en el estado de Michoacán. Hermanos inseparables alternaban sus estudios de preparatoria con su vocación a la mecánica y al vuelo, y a través de las publicaciones y revistas de su tiempo se informaban de todo el acontecer que en materia de aviación los ilustraba. Comenzaron a idear y a construir sus primeros planeadores los que probaban en los llanos cercanos al panteón de la Piedad, (hoy en la avenida Cuauhtémoc) por el año 1908, logrando éxitos brillantes ya que lograban su anhelado deseo de volar en sus propios aparatos, logrando planear algunos centenares de metros.

## Primeros planeadores
Los métodos empleados para la propulsión eran muy diferentes y variados: el aparato era remolcado por un automóvil de vapor que alcanzaba una velocidad máxima de 50 km/h, la estructura era de madera, las alas de tela de manta, endurecida con engrudo y los trenes de aterrizaje y ruedas estaban hechos con tubos y ruedas de bicicleta. Los planeadores eran cautelosamente ocultados, para evitar que su inventiva fuera plagiada y los cubrían con lienzos de tela. 

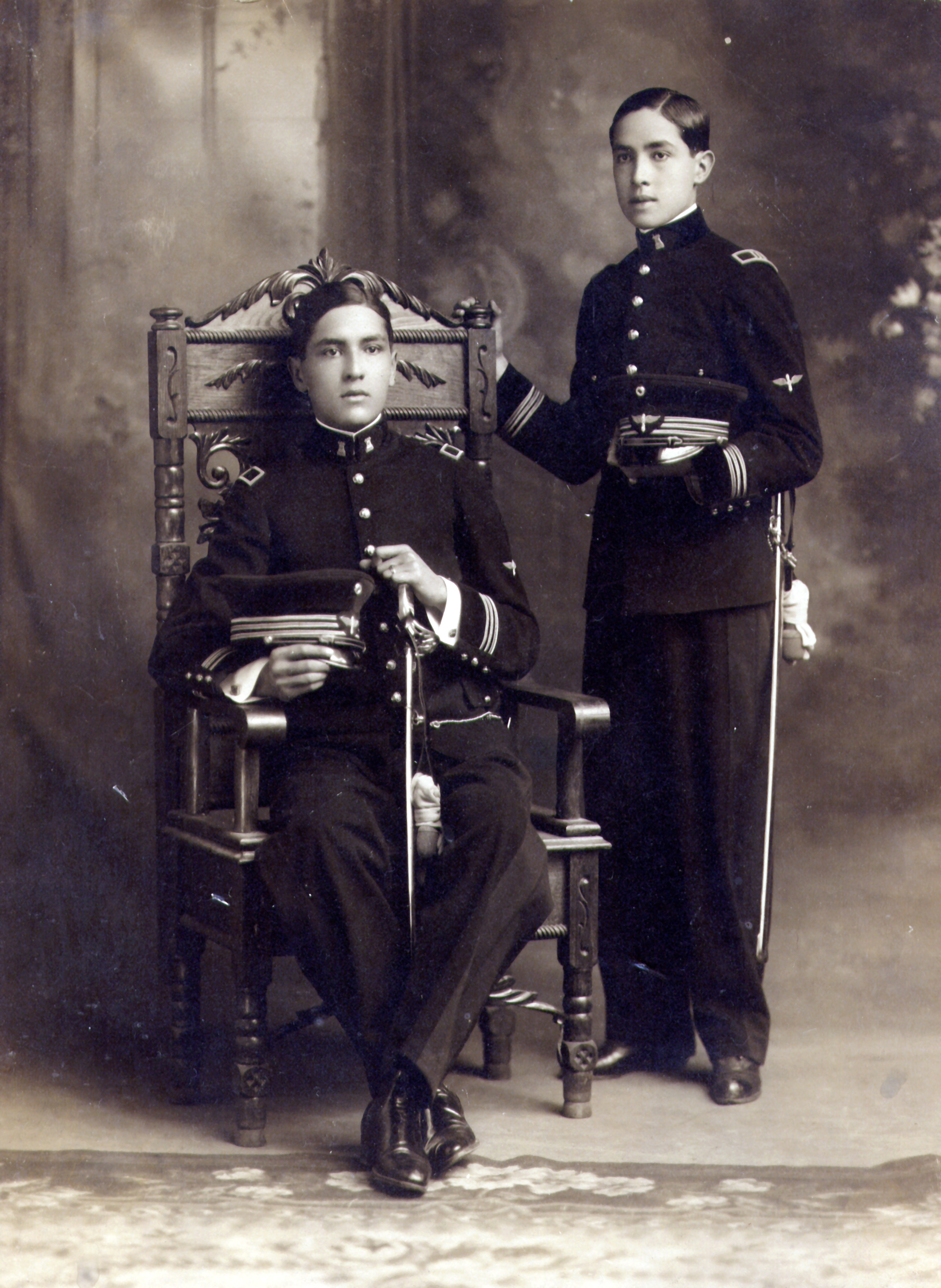
Juan Pablo y Eduardo Aldasoro pioneros de la aviación mexicana, 1915.

Las pruebas se verificaban en diferentes horas , principalmente en la madrugada. En sus primeros vuelos usaron mandiles de cuero como protección en el aterrizaje, ya que los planeadores quedaban semidestruidos. El 9 de marzo de 1909, fecha muy importante para los hermanos Aldasoro, llevaron su planeador a las afueras de la Ciudad de México , en lo que hoy es la calle de Querétaro en la Colonia Roma, ya que esta calle fue la primera que se trazó en dicho fraccionamiento y por lo tanto representaba una pista sin obstáculos. Ataron el planeador a un auto White "de vapor" que en esa época era el automóvil más rápido, siendo Juan Pablo el tripulante y su hermano Eduardo encargado de manejar el auto al cual iba atada la cuerda para remolcar el planeador. Emprendida la carrera por tierra, en medio de una nube de polvo, el planeador elevó la cola y se levantó del suelo sobrepasando la nube de polvo. Así recorrió el automóvil alrededor de 300 m, disminuyendo la velocidad de modo que el planeador pudiera soltar el cable con el que iba atado al auto. Repentinamente sucedió algo inesperado. Falló el dispositivo de soltar el cable por lo que el planeador pasó volando encima del auto y cuando el cable se puso tenso ya que no se pudo desenganchar, hizo que el planeador diera una rápida maroma, quedando completamente despedazado al chocar contra el suelo. Milagrosamente Juan Pablo salió con vida, fracturándose una pierna. Este vuelo les reportó una valiosísima experiencia debido a que el piloto había logrado el absoluto control del planeador al efectuar un vuelo a más de 10 metros de altura, en un tramo de más de 480 metros de distancia, habiendo efectuado un vuelo sumamente estable.

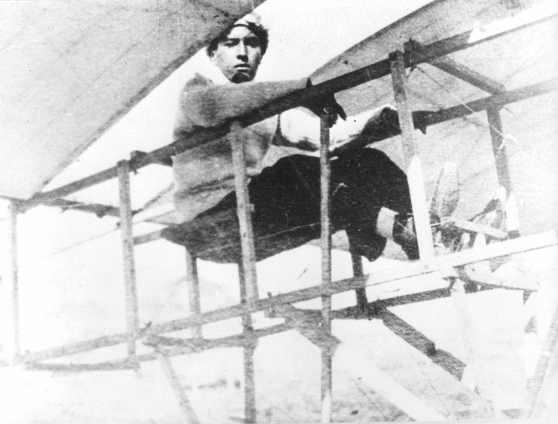
Juan Pablo Aldasoro a bordo del planeador construido por el mismo, 1909.

Este accidente y otro sufrido por su hermano Eduardo, no desanimaron en lo más mínimo el entusiasmo de los hermanos Aldasoro, por el contrario, observando que sus teorías habían dado resultados positivos, se dieron a la tarea de fabricar un motor que les permitiera vuelos más efectivos. Con el firme propósito de realizar esta empresa, se trasladaron a la mina de Las Dos Estrellas, en Tlalpujahua, Michoacán, de la que su padre era gerente, llevando sus dibujos y planos y aprovechando los talleres de fundición, construyeron cientos de partes. El objetivo principal era el diseño y la construcción de un motor, que sin apartarse de los principios de la combustión interna, sirviera expresamente para impulsar un aeroplano con motor de dos cilindros opuestos. En aquel entonces sólo existían máquinas muy pesadas, voluminosas, con enormes radiadores de enfriamiento, y un sinfín de accesorios que no satisfacían las características requeridas para impulsar un avión.

## El avión con motor
Finalmente en enero de 1911 quedó terminado y probado con todo éxito, un motor enfriado por aire, que desarrollaba 60 caballos de potencia a 900 revoluciones por minuto y cuya característica principal era que solamente pesaba 3 kg por caballo de potencia. Como complemento los hermanos Aldasoro resolvieron los problemas de estabilidad en el vuelo, ayudados por un rudimentario "túnel de viento" que estudiaron y experimentaron con diferentes tipos de perfiles de alas, estableciendo técnicas para determinar posiciones del centro de gravedad, logrando una lista de ángulo de ataque de gran rendimiento, y llegaron al diseño del "ala espesa", de alta eficiencia, (mucho antes que los diseñadores europeos) , con lo cual quedó resuelto para Juan Pablo y Eduardo el aspecto aerodinámico del aeroplano. Una vez ensamblados todos los componentes, quedó finalmente construido el avión con motor.

### Paso por la Escuela de Aviación
Al terminar la construcción del avión, el aeroplano fue minuciosamente inspeccionado por el General Ángel García Peña, ministro de Guerra del Presidente Francisco I. Madero, quien acordó que antes de probar el avión los hermanos Juan Pablo y Eduardo Aldasoro fueran becados por el Gobierno de México y salieran a los Estados Unidos de América para que asistieran a la Escuela de Aviación Moissant en Nueva York y una vez terminados sus estudios y fueran pilotos aviadores titulados, regresaran a probar el aparato. De esta manera los hermanos Aldasoro , y Alberto Salinas Carranza, Gustavo Salinas Camiña y Horacio Ruiz, fueron los primeros mexicanos en incorporarse a un centro profesional de estudios y graduarse como pilotos aviadores. Al finalizar sus estudios, se graduaron el 12 de marzo de 1913, obteniendo el título 217 para Juan Pablo y 218 para Eduardo de la Federación Internacional de Aeronáutica Civil. 
En esa fecha, la escuela sorteó entre el grupo de graduados un vuelo hasta la Estatua de la Libertad, darle la vuelta y regresar al campo de entrenamiento que se encontraba en Long Island, N.Y. El ganador del sorteo, fue Juan Pablo Aldasoro quien hizo el vuelo con toda serenidad y maestría, realizando casi todo el trayecto sobre el agua, dio la vuelta al famoso símbolo de la ciudad de Nueva York y regresó sin novedad, convirtiéndose así en el primer hombre que efectuaba ese vuelo.

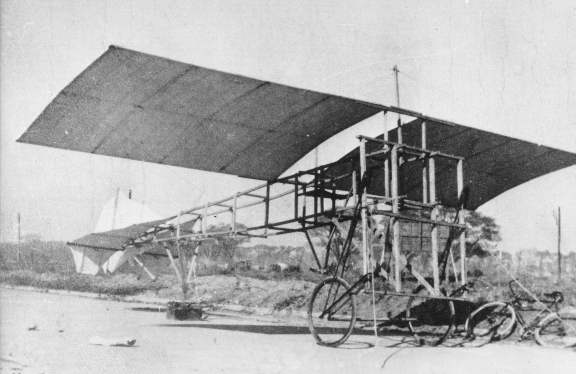
Planeador de Juan Pablo Aldasoro en la colonia Roma, 1909.

Los diarios y revistas de la época dedicaron gran atención a este vuelo ya que fue el primero en torno a la Estatua de la Libertad. El Ayuntamiento de la ciudad de Nueva York otorgó un diploma a Juan Pablo Aldasoro como recuerdo del acontecimiento y la hélice del avión en el que se hizo el vuelo se conserva en el Museo del Aire y el Espacio en la ciudad de Washington, D.C.

## Méritos
Los hermanos Aldasoro formaron parte del grupo de los Early Birds of Aviation (Pájaros Madrugadores) asociación norteamericana en la cual, para ser miembro era requisito indispensable haber volado "Solo" antes del año 1916. 
Existe en el Museo del Aire y el Espacio en Washington D. C., una placa de bronce con los nombres de los pilotos que con su voluntad y sacrificio formaron parte importante de la historia de la aviación. Entre estos nombres están inscritos Juan Pablo y Eduardo Aldasoro, para orgullo de la aviación mexicana.
El presidente de México, don Francisco I. Madero hombre progresista y de grandes miras, pensó que la aviación ofrecía grandes posibilidades para crear un ejército moderno, en el que la vocación, la formación profesional y un acendrado espíritu patriótico de la juventud , sirviera de acicate para renovar personas, estilos y costumbres del pasado.
El Presidente Madero no tuvo la oportunidad de ver cumplido su sueño, pero esos cinco pioneros, Juan Pablo y Eduardo Aldasoro, Alberto y Gustavo Salinas, y Horacio Ruiz, se constituirían en pilares de la gloriosa Fuerza Aérea Mexicana de la que fueron fundadores, pero sobre todo, maestros de las generaciones posteriores. El Departamento de Aeronáutica Militar, la Escuela, los Talleres Nacionales de Construcciones Aeronáuticas y la propia Fuerza Aérea Mexicana, tuvieron en ellos a sus pilares, a sus guías. En estas instituciones fueron jefes y maestros, y también trabajadores entregados en el más hermoso y amplio sentido de la palabra.
Juan Pablo Aldasoro Suárez falleció el 4 de octubre de 1962 con el grado de teniente coronel piloto aviador.
Eduardo Aldasoro Suárez falleció el 10 de noviembre de 1968, con el grado de general brigadier piloto aviador.

## Presencia en Obras Literarias
El escritor y periodista Carlos Noriega Hope escribió un cuento bajo el título El Tesoro de Cabeza de Vaca inspirado durante la estancia en la Hacienda de la familia Aldasoro en Magdalena Jalisco en los años veinte. La historia describe una búsqueda del tesoro del conquistador donde Juan Pablo aparece como sí mismo. A pesar de ser una ficción, la historia describe claramente la personalidad de Juan Pablo Aldasoro Suárez. La historia apareció en el libro La inútil Curiosidad y después en una reedición bajo el nombre Las experiencias de Miss Patsy.

## Bases Militares

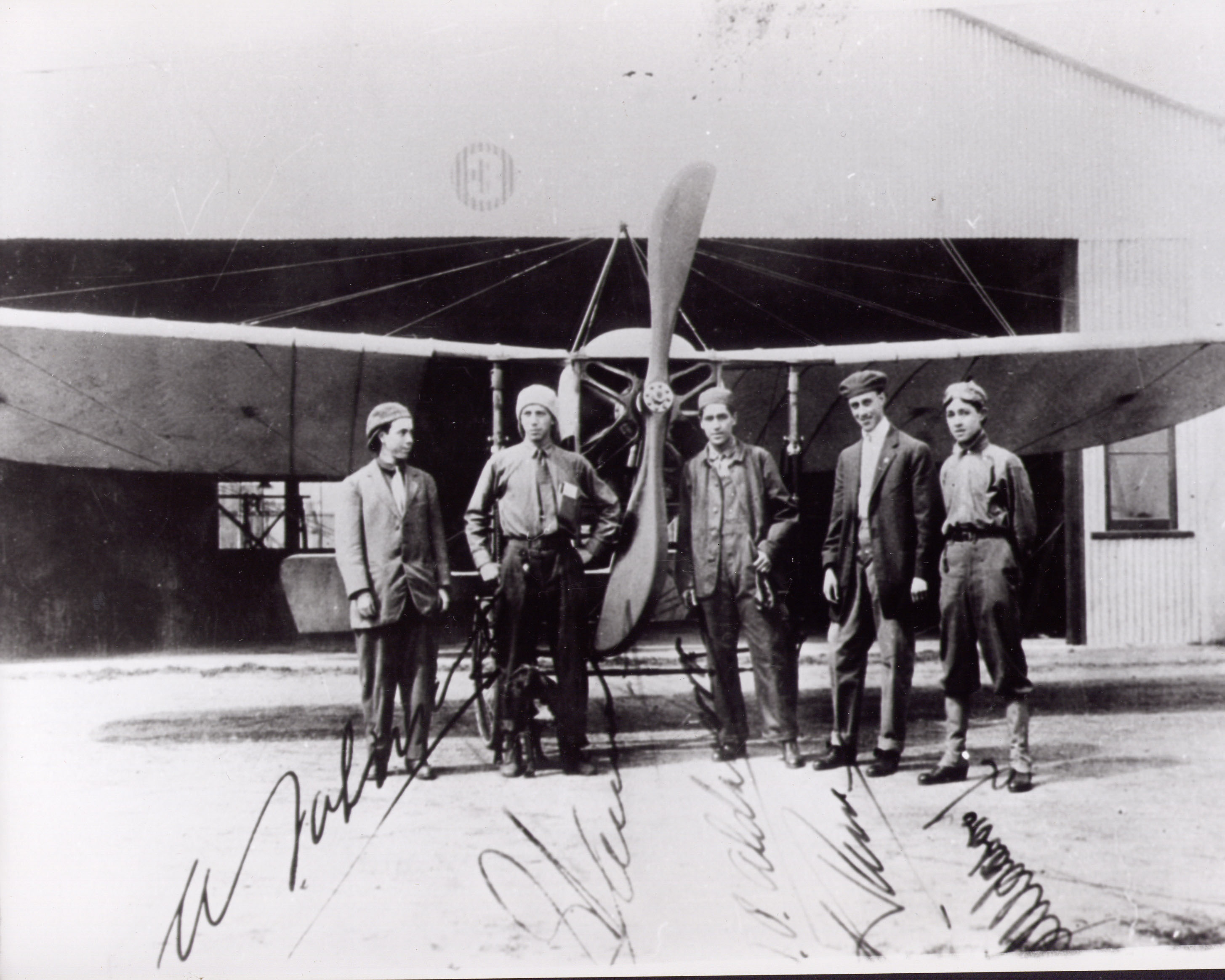
Cinco pilotos mexicanos que asistieron a la escuela de aviación Moissant. De izquierda a derecha: Alberto Salinas Carranza, Gustavo Salinas Camiña, Juan Pablo Aldasoro Suárez, Horacio Ruiz Gaviño, Eduardo Aldasoro Suárez.

Dos bases de la Fuerza Aérea Mexicana han sido nombradas en honor a los hermanos Aldasoro:
- Base Aérea militar número 4 en Cozumel, Quintana Roo General Eduardo Aldasoro Suárez
- Base Aérea militar número 11 en la ciudad de Santa Gertrudis, Chihuahua Teniente Coronel Juan Pablo Aldasoro Suárez

## Calles y escuelas
Existe una calle de nombre "Juan Pablo Aldasoro" en la colonia "Aviación Civil" de la Ciudad de México muy cerca del aeropuerto internacional. Otros pilotos mexicanos (Juan Guillermo Villasana, Horacio Ruiz, Alberto Salinas and Roberto Fierro) y extranjeros (Santos Dumont, Roland Garros, Louis Bleriot, Charles Lindebergh, Alberto Braniff, Enrique Farman, Simon Audenaro) también tienen calles en esa colonia.
La escuela primaria federal Clave 15EJN0622N, Turno MATUTINO recibe el nombre de "Hermanos Aldasoro".

## Enlaces relacionados
- Fuerza Aérea Mexicana
- Federación Aeronáutica Internacional